# Esteban Guerrieri
Esteban Guerrieri, född 19 januari 1985 i Buenos Aires, är en argentinsk racerförare.

## Racingkarriär
Guerrieri blev tia i Formula Renault 2000 Eurocup 2001 och året därpå blev han tvåa i det tyska mästerskapet. Han vann Formula Renault 2000 Masters 2003 och blev trea i Formula Renault 2.0 Italia. 
Guerrieri körde därefter i Formel 3000 2004, där han blev sjua i mästerskapet. Efter den snabba klättringen hittade han inget nytt stall att fortsätta sin elitsatsning i, utan fick gå ned till Formel 3. Han slutade som bäst fyra totalt i F3 Euroseries 2006. Säsongen 2008 tävlade han i Formula Renault 3.5 Series, och där blev han åtta totalt.

## Källor

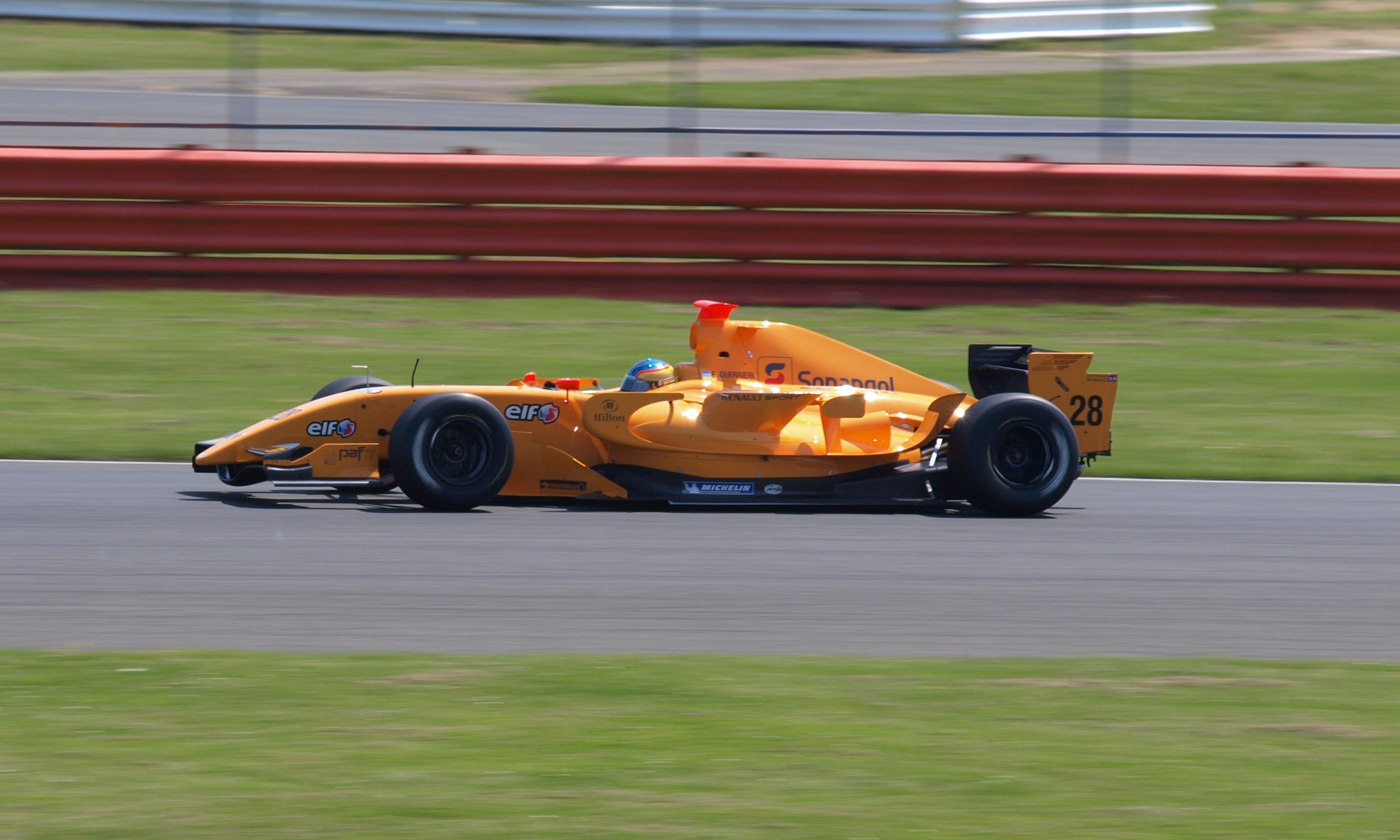
Esteban Guerrieri i Formula Renault 3.5 Series 2008.